# AVRO Junior Dance
AVRO Junior Dance, later Junior Dance, is een Nederlands televisieprogramma van de AVRO en later AVROTROS voor kinderen vanaf 10 t/m 15 jaar dat van 2012 tot 2015 werd uitgezonden op NPO Zapp.

## Programmaopzet
Het programma gaat op zoek naar het beste jeugdige danstalent van Nederland. Het programma was bedoeld om een intervalact te zoeken voor Junior Eurovisiesongfestival 2012. Na een succesvol 1e seizoen, heeft de AVRO besloten om er meer seizoenen aan vast te plakken. Het wordt sindsdien jaarlijks uitgezonden.
In de voorronden gaan de drie juryleden (Anna-Alicia Sklias, Sigourney Coper en Nicholas Singer) op zoek naar de meest geschikte kandidaten. Na de zoektocht worden de kandidaten in drie groepen verdeeld en iedere groep wordt aan een van de drie juryleden gekoppeld. De groepen en juryleden gaan met elkaar de strijd aan in de bootcamp om zo de finalisten uit ieder team te kunnen kiezen. Deze finalisten strijden in drie liveshows (twee halve finales en de finale) tegen elkaar voor de titel van beste danser van Nederland. De eerste twee seizoenen werden gepresenteerd door Ewout Genemans en Kim-Lian van der Meij. Door het vertrek van Van der Meij en Genemans bij de AVRO waren vervangers nodig en die werden gevonden in de persoon van Tim Douwsma en Veronica van Hoogdalem.

## Winnaars
| Jaar | Winnaar                            |
| ---- | ---------------------------------- |
| 2012 | Leslie de Koning                   |
| 2013 | Kyra Rumahlewang & Trijntje Lamboo |
| 2014 | Noa Meijer                         |
| 2015 | Chantal de Boer                    |

## Show

### Presentatie
- Ewout Genemans (2012-2013)
- Kim-Lian van der Meij (2012-2013)
- Tim Douwsma (2014-2015)
- Veronica van Hoogdalem (2014-2015)

### Jury
- Nicholas 'Shaker' Singer (2012-2015)
- Ingrid Jansen (2012-2014)
- Alessandro Pierotti (2012)
- Natalie La Rose (2012)
- Anna-Alicia Sklias (2013-2015)
- Sigourney Korper (2015)